# Oklahoma (pel·lícula)
Oklahoma! és una pel·lícula musical estatunidenca dirigida per Fred Zinnemann estrenada l'any 1955. Es tracta d'una adaptació de la comèdia musical homònima creada per Broadway per Oscar Hammerstein II i Richard Rodgers del 1943, adaptació d'una obra de Lynn Riggs, Green Grow the Lilacs (1931).
És la primera pel·lícula rodada en 70 mm Todd-AO. Va ser distribuïda alhora en 70 mm i en CinemaScope 35 mm, format en el qual cada presa va ser doblada. Sembla que per això, les dues versions siguin diferents.
Ha estat doblada al català.

## Argument[2]
A finals del Segle XIX, el territori indi d'Oklahoma és obert a la colonització. És en aquest context que es desenvolupa el relat que concerneix els problemes del cor que troben els cowboys Curly i Will amb dues senyoretes, Laurey i Annie.
Jud, el nom del personatge interpretat per Rod Steiger, és en l'origen del títol Hey Jude escrit per Paul McCartney per als Beatles. En efecte, el 1968, McCartney compon aquesta cançó per donar suport a Julian Lennon, el fill de John, en el moment del divorci dels seus pares (John, que va trobar la seva 'ànima bessona' en l'artista d'avantguarda japonesa Yoko Ono, deixa la seva esposa Cynthia), i el titula en principi Hey Jules , abans de convertir Jules  en Jud  que «sona millor», en homenatge al personatge de la pel·lícula.

## Repartiment
- Gordon MacRae: Curly McLain
- Gloria Grahame: Ado Annie Carnes
- Gene Nelson: Will Parker
- Charlotte Greenwood: Aunt Eller Murphy
- Shirley Jones: Laurey Williams
- Eddie Albert: Ali Hakim
- James Whitmore: Andrew Carnes
- Rod Steiger: Jud Fry
- Barbara Lawrence: Gertie Cummings
- Jay C. Flippen: Ike Skidmore
- Roy Barcroft: Marshal Cord Elam
- James Mitchell: Dream Curly
- Bambi Linn: Dream Laurey
- Jennie Workman: Aeuse
- Virginia Bosler: Aeuse
- Russell Simpson: ministre

## Premis i nominacions

### Premis
- 1956: Oscar a la millor edició de so per Fred Hynes (Todd-AO Sound Dept.)
- 1956: Oscar a la millor banda sonora per Robert Russell Bennett, Jay Blackton, Adolph Deutsch i Best Music

### Nominacions
- 1956: Oscar a la millor fotografia per Robert Surtees
- 1956: Oscar al millor muntatge per Gene Ruggiero i George Boemler

## Distinció
- 2007: National Film Preservation Board